# Sybra bisignata
Sybra bisignata är en skalbaggsart som beskrevs av Schwarzer 1931. Sybra bisignata ingår i släktet Sybra och familjen långhorningar. Inga underarter finns listade i Catalogue of Life.